# Жупань
Жупань, Жупані (рум. Jupani) — село у повіті Тіміш в Румунії. Входить до складу комуни Траян-Вуя.
Село розташоване на відстані 354 км на північний захід від Бухареста, 61 км на схід від Тімішоари.

## Населення
За даними перепису населення 2002 року у селі проживали 438 осіб.
Національний склад населення села:
| Національність | Кількість осіб | Відсоток |
| -------------- | -------------- | -------- |
| румуни         | 355            | 81,1%    |
| цигани         | 75             | 17,1%    |
| угорці         | 6              | 1,4%     |

Рідною мовою назвали:
| Мова      | Кількість осіб | Відсоток |
| --------- | -------------- | -------- |
| румунська | 365            | 83,3%    |
| циганська | 66             | 15,1%    |
| угорська  | 7              | 1,6%     |